# Vladimir Rubashvili
Vladimir Rubashvili (Georgia, Unión Soviética, 1940-1964) fue un deportista soviético especialista en lucha libre olímpica donde llegó a ser medallista de bronce olímpico en Roma 1960.

## Carrera deportiva
En los Juegos Olímpicos de 1960 celebrados en Roma ganó la medalla de bronce en lucha libre olímpica estilo peso pluma, tras el luchador turco Mustafa Dağıstanlı (oro) y el búlgaro Stancho Kolev (bronce).